# ハルバ嶺
ハルバ嶺（ハルバれい、漢字表記：哈爾巴嶺）は、中華人民共和国吉林省延辺朝鮮族自治州敦化市から南東約45kmの郊外にある地区。第二次世界大戦時に旧日本軍などにより大量の化学兵器が遺棄された地区として知られている。

## 概要
旧関東軍の司令部が付近にあり、第二次世界大戦時に旧日本軍などにより大量の化学兵器が遺棄されたとされる。遺棄化学兵器は1950年代から1960年代にかけて中国によって回収されて、2つの砲弾坑に埋設されており、地中にあるために正確な物量は不明であるものの、30万 - 40万発と推定されている。
1997年4月29日に化学兵器禁止条約が発効し、条約発効から10年以内にすべての遺棄化学兵器を廃棄する義務が生じたことから、日本は中国における遺棄化学兵器の廃棄を行い、中国は領域締約国として廃棄への協力を行なうこととなった。
遺棄化学兵器の処理事業は1999年に開始され、2004年4月には、砲弾坑全体を覆って遺棄兵器を機械で発掘する発掘回収施設と、砲弾を無害化処理するプラントからなる大規模施設の建設が合意された。しかし、2007年に本事業を委託された遺棄化学兵器処理機構をめぐる巨額詐欺事件が発覚し、これをきっかけに、日本が処理すべき遺棄化学兵器の物量が不明であること（日本側は30万 - 40万発と推定しているのに対して、中国側は200万発と申告している）、施設建設費だけで2,000億円以上の巨額の出費が見込まれることなどが問題となって、大規模なプラント建設は2009年に凍結されたが、処理事業は継続されている。